# Li Fabin
Li Fabin (* 15. Januar 1993 in Quanzhou) ist ein chinesischer Gewichtheber. Li Fabin gewann 2011 Gold bei den Juniorenweltmeisterschaften. Bei Weltmeisterschaften gewann er 2018 Silber und 2019 Gold in der Klasse bis 61 kg. 2012 wurde er Asienmeister in der Klasse bis 56 kg und 2019 in der Klasse bis 61 kg. 2016 gewann er Bronze bei den Asienmeisterschaften in der Klasse bis 56 kg.
Bei den Olympischen Sommerspielen 2020 in Tokio gewann er in der Gewichtsklasse bis 61 Kilogramm die Gold-Medaille, wobei er mit 313 Kilogramm einen neuen olympischen Rekord erzielen konnte.
Bei den Olympischen Sommerspielen 2024 in Paris stellte Li mit 143 kg einen neuen olympischen Rekord im Reißen in der Klasse bis 61 kg auf. Er gewann den Wettkampf mit einer Zweikampfleistung von 310 kg und sicherte sich damit erneut die Goldmedaille.